# Polycyrtus xanthocarpus
Polycyrtus xanthocarpus är en stekelart som beskrevs av Szepligeti 1916. Polycyrtus xanthocarpus ingår i släktet Polycyrtus och familjen brokparasitsteklar. Inga underarter finns listade i Catalogue of Life.